# Menjeperra
Hemnechertepienamon-Menjeperra o Menjeperra fue Sumo sacerdote de Amón de 1045 a 992 a. C.

## Biografía
Es un hijo de Pinedyem I y Henuitauy que heredó su cargó después del corto pontificado de su medio hermano paterno. La sucesión pasará a continuación a sus descendientes. Casado con Isetemjeb III (o Isiemjeb III), hija de su hermano el faraón Psusenes I, tiene cuatro hijos: Esmendes II (o Nesbanebdyed II) que se casa con su hermana Henuittauy II y Pinedyem II que se casa con su otra hermana Isetemjeb IV (o Isiemjeb IV). 
Forma parte de los Sumos sacerdotes que tienen escrito su nombre en un cartucho: Nombre de trono: Hemnecher Tepieamon (el Primer Profeta de Amón), nombre de nacimiento: Menjeperra (la Manifestación de Ra permanece)
Le sucede en el pontificado su hijo Esmendes II.

## Titulatura
| Titulatura | Jeroglífico | Transliteración (transcripción) - traducción - (referencias) |

| R8 | U36 | D1 · Q3 · N35 | M17 | Y5 · N35 | N5 · Z1 | M23 | X1 · Z2ss | R8 | \| \| | N5 | L1 | mn |
|    |     |               |     |          |         |     |           |    |       |    |    |    |

|  |

| R8 | U36 | D1 · Q3 · N35 | M17 | Y5 · N35 | N5 · Z1 | M23 | X1 · Z2ss | R8 | \| \| | N5 | L1 | mn |
|    |     |               |     |          |         |     |           |    |       |    |    |    |

|  |

| V10A | N5 | L1 | mn | V11A |

| V10A | N5 | L1 | mn | V11A |